# Magnezitovce
Magnezitovce (hongrois : Baráttelke) est un village de Slovaquie situé dans la région de Banská Bystrica.

## Histoire
La première mention écrite du village date de 1427.

## Démographie

### Évolution de la population
| Année:               | 1994. | 2004.   | 2014.   | 2024.   |
| -------------------- | ----- | ------- | ------- | ------- |
| Nombre de personnes: | 433   | 429     | 470     | 438     |
| Différence:          |       | -0,92 % | +9,55 % | -6,80 % |

| Année:               | 2023. | 2024.   |
| -------------------- | ----- | ------- |
| Nombre de personnes: | 439   | 438     |
| Différence:          |       | -0,22 % |